# أندرو غوتمان
أندرو غوتمان (بالإنجليزية: Andrew Gutman) هو لاعب كرة قدم أمريكي، ولد في 2 أكتوبر 1996 في هينديل في الولايات المتحدة. لعب مع نادي سلتيك.